# Lambert de Lyon
Pour les articles homonymes, voir Lambert.
Lambert de Lyon ou Landebert (Quernes vers 625 - Lyon, 688) est un abbé de l'abbaye de Fontenelle puis évêque de Lyon de 678 à 684. Il est fêté le 14 avril.

## Famille
Lambert ou Landebert est né à Quernes dont son père Erlebert est le seigneur. Il se rattacherait à la famille des premiers robertiens comme frère de Robert, comte palatin et chancelier de Clotaire III.

## Biographie
Il est élevé suivant le rang de sa naissance, ses parents l’envoient très tôt à la cour de Clotaire III où il gagne bientôt l'estime de tous par ses qualités et en particulier celle du roi. Malgré l'avenir qui s'ouvre pour lui, il renonce à tous les avantages et se met sous la direction de l'abbé saint Wandrille à l'abbaye de Fontenelle où il reçoit l'habit monastique, il se distingue tellement qu'après la mort de Wandrille, il est élu pour lui succéder en 665. 
La sagesse dans son administration porte rapidement sa réputation fort loin. Les rois veulent profiter de ses exemples et de ses avis. Childebert II l'honore de sa confiance et fait de grandes donations à son abbaye. Le roi Thierry III succède à son frère en 673, il est lui aussi libéral envers l'abbé. Il lui donne, entre autres biens, la terre de Donzère où Lambert construit un monastère. Parmi les disciples, on compte son oncle, saint Albert, saint Hermeland d'Indre, qu'il envoie au diocèse de Nantes pour être 1er abbé d'Indre, saint Érembert de Toulouse, saint Condède, ermite d'Angleterre attiré par sa réputation et qu'il charge de fonder le monastère de Belcinac sur une île éponyme de la Seine, aujourd’hui disparue.
Saint Genès, évêque de Lyon décède vers l'an 679, Lambert est élu pour le remplacer à la recommandation du roi et avec le consentement du clergé et du peuple. L'histoire ne nous dit rien sur le temps de son épiscopat mis à part que saint Lambert aime parfois se retirer dans le silence à l'abbaye de Donzère qu'il avait fondée lorsqu'il était abbé de Fontenelle. Lambert meurt en 688.